# Lous and the Yakuza
Marie-Pierra Kakoma, dite Lous and the Yakuza, est une auteure-compositrice-interprète, rappeuse, mannequin, architecte  et actrice belgo-congolaise, née le 26 mai 1996 à Lubumbashi.
Elle s'est fait connaître après la sortie de son premier single Dilemme en septembre 2019, suivi de Tout est gore en décembre 2019 et de Solo en mars 2020. Son premier album, Gore, produit par El Guincho, est sorti le 16 octobre 2020.
Lous est une anagramme de soul, et les Yakuzas sont « tous les gens de l’ombre qui travaillent avec [elle] ».

## Biographie

### Famille et enfance
Marie-Pierra Kakoma naît le 26 mai 1996 à Lubumbashi au Zaïre (actuelle République démocratique du Congo),,. Ses parents y sont médecins : son père congolais est gynécologue et sa mère rwandaise est pédiatre,,. En 1998, alors que Marie-Pierra Kakoma n'a que deux ans, sa mère est emprisonnée au Congo pendant deux mois en raison de son appartenance ethnique, du fait de la deuxième guerre du Congo. Après que son père a obtenu sa libération, elle s'enfuit en Belgique avec leur nouvelle-née qui n'a qu'un an. Les trois autres enfants les rejoignent en Belgique en 2001, alors que leur père reste au Congo. La famille déménage au Rwanda en 2005, avant de retourner définitivement à Bruxelles en 2011,. Âgée de 15 ans, elle entre à l'internat catholique du Val Notre-Dame à Wanze, avant de s'inscrire en fac de philosophie.
Lous est baignée dès le plus jeune âge dans un environnement musical en raison de l'intérêt de son père pour les œuvres classiques européennes de Mozart, Chopin, Vivaldi et Beethoven. Elle commence à composer sa propre musique à l'âge de sept ans. Lors du déménagement de sa famille en Belgique, à ses 15 ans, elle commence à envoyer des courriers au label Columbia Records dans l'espoir d'être signée chez eux. Marie-Pierra Kakoma quitte le foyer familial à l'âge de dix-neuf ans. Dans la période d'itinérance qui suit, elle vit dans la rue pendant plusieurs mois avant de s'installer dans un studio de musique, où elle dort et enregistre de la musique tout en faisant la navette entre divers emplois de service. Cette période est marquante pour l'artiste qui en parle souvent dans ses chansons ou lors de ses interviews. En trois ans, Marie-Pierra Kakoma enregistrera 52 chansons, dont sept EPs. En 2016, Damso lui présente le rappeur-producteur belge Krisy, qui deviendra un de ses amis les plus proches.

### Début de carrière (2017-2022)
Marie-Pierra Kakoma choisit le nom de scène Lous and the Yakuza à partir d'un anagramme du mot soul (âme), source de son inspiration musicale, et des Yakuzas, le syndicat du crime organisé japonais, terme qu'elle utilise pour décrire « tous les gens de l’ombre qui travaillent avec moi ».
Son manager, Miguell Fernandez, la repère sur Internet, ce qui signe la fin de sa période d'errance. À partir de 2017, sa passion trouve son aboutissement dans la création d'un album. Lous enrôle nombre de ses proches pour former un groupe de soutien et commence à se produire dans des bars et des boites de nuit de la culture underground bruxelloise. Fin 2017, elle est invitée à former un ensemble acoustique pour la chaîne YouTube La ChillZone, après quoi elle signe, à 22 ans, chez Columbia Records via Sony Music en France. Le 15 juin 2018 sort Le Ridicule ne tue pas, une collaboration entre Lous and the Yakuzas et le groupe électronique français BSSMNT,.
Pendant six mois, Lous recherche un producteur correspondant à ses aspirations. C'est l'espagnol El Guincho qui retiendra son attention pour son travail sur le single de Rosalía Malamente : « Ça a été le déclic ! On a tout de suite contacté El Guincho, et quelques semaines plus tard, j’étais dans son studio. On devait faire deux morceaux à l’origine, et rapidement, ils se sont transformés en… tout l’album ! ». Il produit avec Ponko le premier single de Lous, Dilemme, qui sort le 19 septembre 2019,. Avec plus de dix millions de flux sur Spotify, 3,8 millions de vues sur YouTube et le dépassement du classement Viral 50 de Spotify Italia, la chanson propulse Marie-Pierra Kakoma au premier plan,. Le clip vidéo de la chanson, réalisé par Wendy Morgan, met en lumière les différentes identités de Lous, entre sa vie au Congo et en Belgique. Un remix mettant en vedette le rappeur italien Tha Supreme et la chanteuse italienne Mara Sattei (it) est sorti le 1er avril 2020. Aux Red Bull Elektropedia Awards 2019, Lous and the Yakuza remporte la médaille d'argent dans la catégorie « Fresh on the Scene ».
Le deuxième single de Lous, Tout est gore, également produit par El Guincho, sort le 6 décembre 2019. La chanson gagne en popularité lorsque l'actrice Issa Rae partage le clip sur Twitter, et quand Madonna poste sur Instagram une vidéo de ses filles dansant sur le titre. Le 20 mars 2020, Lous sort son troisième single, Solo, accompagné d'un clip réalisé par Wendy Morgan et Kevin Bago et d'un court métrage documentaire, intitulé Solo (Genesis), qui sort le 14 avril. Les trois singles seront inclus sur son premier album, Gore, produit par El Guincho. Sa publication, initialement prévue le 5 juin 2020, est repoussée à l'automne 2020 en raison de la pandémie,.
En mars 2020, Lous and the Yakuza est intégrée à l'initiative « RADAR » de Spotify, qui vise à élargir la renommée d'artistes à portée internationale en communiquant sur eux via la sélection musicale américaine « On Our RADAR » et sur les réseaux sociaux de Spotify. La même année elle déclare à Vanity Fair France avoir été marquée par des chansons d'artistes comme Barbara, Billy Joel, Ismaël Lô, Loredana Bertè et Kate Bush ; elle précise s'être inspirée de cette dernière pour le vidéoclip Amigo. Fin juin 2020, elle interprète ses titres Bon Acteur et Solo sur la chaîne YouTube du média allemand ColorsxStudios,.
En 2022, elle fera la première partie de plusieurs artistes internationaux : avec Alicia Keys pour une douzaine de dates de sa tournée mondiale, avec Gorillaz en Allemagne, et avec Coldplay pour quatre dates au stade Roi Baudouin et deux dates au Stade de France. Ces dates s'expliquent notamment par la signature de Lous en avril 2022 sur le label Roc Nation de Jay-Z, qui signe aussi Alicia Keys.

### Deuxième album (2022-)
En septembre 2022, elle chante sur la Grand-Place de Bruxelles pour les 51 ans de la fédération Wallonie-Bruxelles. Elle y dévoile Hiroshima, premier extrait de son album à venir. Celui-ci, intitulé Iota, sort le 11 novembre 2022. Pour la tournée qui suit la sortie de l'album, elle demande à Louis Vuitton, pour qui elle est égérie depuis 2020, de réaliser ses costumes de scène.
Deux semaines après la sortie de l'album, la chanteuse se réveille incapable de bouger les jambes, puis passe trois mois en fauteuil roulant avant qu'un neurologiste parisien lui annonce qu'elle a une sclérose en plaques. Après trois mois de rééducation au MS Center à Melsbroek, elle retrouve finalement l'usage de ses jambes, et peut repartir en tournée.

## Musique
La musique de Lous est décrite par comme une combinaison de trap, de R&B et de pop.

## Mannequinat
Le 27 février 2020, Lous est mannequin pour la maison de prêt-à-porter de luxe française Chloé lors de la Semaine de la mode de Paris, où elle participe au défilé de leur collection automne-hiver 2020-2021.
En août 2020, elle est photographiée par Nicolas Ghesquière pour la campagne automne-hiver 2020 de Louis Vuitton, aux côtés de Léa Seydoux, Marina Foïs ou encore Stacy Martin, ce qui marque le début de sa collaboration avec la marque. En mai 2021, elle participe à la campagne de présentation de leurs nouvelles lunettes de soleil, puis apparait au dîner Louis Vuitton au festival de Cannes quelques mois plus tard. Elle défile de nouveau pour la marque en mars 2022 pour sa collection printemps-été 2022, puis en mai de la même année pour le défilé croisière 2023 à San Diego. Peu de temps après, elle fait la première de couverture du numéro de novembre de Vogue France, et y donne une interview avec l'écrivain Alain Mabanckou. Elle défile en mai 2023 à Séoul pour la collection pre-fall 2023, à Barcelone un an plus tard pour le défilé croisière 2025, et apparait en janvier 2024 dans la campagne numérique LV Remix.
Dans une interview croisée avec Fary en 2023, Lous révèle qu'elle trouve en réalité les shootings oppressants, mais qu'elle fait toutes ces apparitions dans le seul but d'augmenter la représentation de la femme noire dans les médias.

## Autres activités

### Traduction littéraire
En février 2021, les éditions Fayard annoncent que Lous va traduire l'œuvre The Hill We Climb de la poète américaine Amanda Gorman. Le recueil traduit sort en mai de la même année en Belgique.

### Cinéma
En 2023, elle interprète une DJ dans le quatrième film de la saga John Wick.

### Peinture
Passionnée de peinture, Lous expose ses œuvres à Paris fin 2021, dans Les Showrooms du Marais.

### Architecture
Entre 2020 et 2023, Lous travaille à imaginer l'intérieur de l'espace de coworking Silversquare North à Bruxelles. Inspiré d'un conte de fées sur l'importance de l'imagination qu'elle a elle-même inventé, le lieu est inauguré en mars 2023.

### Mangas
Depuis 2013, Lous tient une grande collection de mangas (plus de 3000 ouvrages) à son domicile.
En 2023, elle créé une nouvelle page Instagram (LOUSITA'S LIBRARY) pour partager cette passion et proposer diverses recommandations de lectures à ses abonnés.
Cette même année, elle participe au Grand Jury de la 50ème édition du Festival international de la bande dessinée d'Angoulême, aux côtés du comédien Alexandre Astier, de la photographe Alice Moitié, du chanteur Victor Solf, de la dessinatrice Nine Antico, de la libraire Axelle Boitelle et du journaliste Éric Fottorino.

## Symbole
L'image de Lous est indissociable du symbole graphique peint sur son front, une sorte de « Y » avec un point au milieu,. Ce tatouage, intitulé « les mains levées vers le ciel » représente de façon stylisée deux bras reliant la terre au ciel. Son style a été inspiré par d'autres artistes comme FKA Twigs et Erykah Badu.

## Engagements politiques
Après la mort de George Floyd, elle se joint à Black Lives Matter Belgium pour appeler à manifester à Bruxelles, en juin 2020.

## Discographie

### Singles
- 2019 : Dilemme
- 2019 : Tout est gore
- 2020 : Solo
- 2020 : Dilemme (Remix avec Tha Supreme et Mara Sattei)
- 2020 : Laisse-moi (avec Hamza)
- 2020 : Bon acteur
- 2020 : Amigo
- 2021 : Je ne sais pas (avec  Sfera Ebbasta)
- 2022 : Kisé
- 2022 : Monsters
- 2022 : Handle Me (avec Adekunle Gold)
- 2022 : Hiroshima
- 2022 : Lubie (avec Damso)
- 2022 : Stop (avec Benjamin Epps)

### Apparitions
2018 :
- BSSMNT - Le ridicule ne tue pas (sur l'EP 0032)

2021 :
- L'Or du Commun - Sable (sur l'album Avant la nuit)
- Squidji - Cicatrices (sur l'album Ocytocine)

2022 :
- Yendry - Mascarade
- Major Lazer - I'dont care about nothing (sur la compilation Find Your Line: Official Music from Grand Turismo 7)
- Dinos  - Future Nostalgia (sur l'album Hiver à Paris)

2023 :
- Krisy - crois en moi (sur l'album euphoria)
- Damso - Cœur en miettes (sur QALF infinity)
- Arlo Parks - I'm Sorry (sur l'album My Soft Machine (Deluxe))

2025 : 
- Benjamin Epps - Le Sauveur (sur l'album L'Enfant Sacré De Belle Vue, Pt 2)

## Filmographie
- 2023 : John Wick : Chapitre 4 de Chad Stahelski
- 2025 : Le Grand Déplacement de Jean-Pascal Zadi

## Distinctions

### Récompense
- Octaves de la musique 2021 : artiste de l'année[50]

### Nominations
- D6bels Music Awards 2020 : révélation de l’année[51]
- Victoires de la musique 2021 : révélation féminine de l’année[52]
- AICP Awards 2021 : meilleur étalonnage pour un clip vidéo pour Amigo[53][source insuffisante]